# Tibor Zsitvay

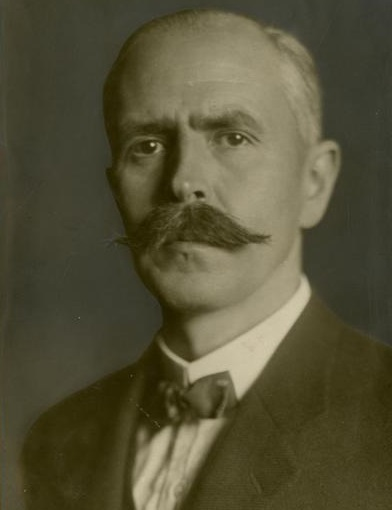
Tibor Zsitvay, 1926

Tibor Zsitvay von Zsitvateő (* 10. November 1884 in Pozsony, Königreich Ungarn, heute Slowakei; † 9. Juli 1969 in Alpnach Dorf, Schweiz) war ein ungarischer Politiker, Parlamentspräsident und Justizminister (1929–1931).

## Leben
Zsitvay studierte Jura in Budapest und legte 1909 die Advokatenprüfung ab. Kurz nach Eröffnung einer Anwaltskanzlei war er von 1909 bis 1919 Anwalt der königlich ungarischen Staatsbahnen (MÁV). Als ernannter Regierungskommissar der Stadt Kecskemét (1919/1920) gelang es ihm nach Auszug der rumänischen Besatzungstruppen wieder Ordnung und Sicherheit in der Stadt zu schaffen. 1922 wurde er als Mitglied der Christlichen Kleinlandwirte, Landarbeiter- und Bürger-Partei (ung. Keresztény Kisgazda Földműves és Polgári Párt) Abgeordneter des Parlaments, und 1924 dessen Vizepräsident, und von 1926 bis 1929 Parlamentspräsident. Vom 4. Februar 1929 bis 1. Oktober 1931 war Zsitvay in den Kabinetten von István Bethlen und Gyula Károlyi Justizminister und später Vorsitzender der Partei der Nationalen Einheit (ung. Nemzeti Egység Pártja) in Budapest. 1938 trat er aus der Partei aus und verließ Ungarn 1944. Zsitvay starb 1969 in der Schweiz.